# Rafael Addiego Bruno
Rafael Addiego Bruno (ur. 23 lutego 1923 roku, zm. 20 lutego 2014) – urugwajski prawnik i prezydent z Partii Colorado. Był prezydentem Urugwaju w lutym i marcu 1985 roku, jako osoba na tym stanowisku tymczasowa. Rafael Addiego Bruno sprawował władzę samozwańczo.